# 나가우라촌 (니가타현)
나가우라촌(長浦村)은 니가타현 기타칸바라군에 있던 촌이다. 

## 역사
- 1901년 11월 1일 - 기타칸바라군 나가우라촌이 성립하였다.
- 1955년 - 
  - 2월 4일, 2월 5일 - 정촌합병촉진법에 따라 이날 열린 임시 마을의회에서 구즈즈카정, 기사키촌, 오카가타촌과의 합병협의회에서 찬성 12, 반대 7를 얻어 설치가 결정되었다.
  - 2월 12일 - 이날 열린 임시 촌의회에서 합병안이 부결되었다.
  - 3월 4일 - 이날 열린 임시 촌의회에서 찬성 12, 반대 4, 무효 3으로 합병안이 가결되어, 3월 6일 4개 촌에서 합병 조인식이 개최되었다.
  - 3월 하순 - 합병안 통과에 반해 촌내에서는 합병 반대 움직임이 커져 마을이 양분될 정도로 혼란스러워진다. 마을 내 초등학교 체육관에서 합병 반대 주민대회 개최. 합병 반대파, 현의회에 청원서를 제출하였고. 결국 현은 본촌의 합병이 시기상조라며 합병을 보류하였다.
- 1959년 
  - 4월 19일 - 이날 열린 촌의회에서 합병 권고안이 수락해 통과되었다.
  - 6월 20일 - 이날 열린 촌의회에서 합병안이 통과되어, 당일에 서명되었다.
  - 7월 20일 - 기타칸바라군 도요사카정에 편입해 소멸하였다.